# Secret Window
Secret Window er en thriller fra 2004 med Johnny Depp og John Turturro i hovedrollerne. Den blev skrevet og instrueret af David Koepp og er baseret på novellen Secret Window, Secret Garden af Stephen King, som er en del af Kings samling Four Past Midnight.

## Handling
Johnny Depp spiller en succesfuld forfatter, Mort Rainey, som lider af skriveblokering og har trukket sig tilbage til en isoleret hytte ved vandet, eftersom at han er blevet skilt med sin kone, Amy (Maria Bello). Grunden til skilsmissen er at Mort uheldigvis opdagede, at hans kone var ham utro med Ted Milner (Timothy Hutton), som nu er hendes nye kæreste. Mort lever alene i en skov og bliver en dag konfronteret af en mystisk mand, John Shooter (John Turturro), som anklager ham for plagiat: altså har de begge skrevet to næsten identiske historier, nemlig Morts "Secret Window" og Shooters "Sowing Season"
| Citat      | Shooter: You stole my story. Mort: I'm.. I'm sorry, do I.. I don't believe I know you. | Citat |
| Fra filmen |                                                                                        |       |

Filmen følger Morts kamp for at bevise for Shooter, at han ikke har plagiateret historien. Som filmen fortsættes myrder Shooter en privatdetektiv (Charles S. Dutton), som Mort havde hyret til at investigere Shooter, og en lokal mand, som var den eneste der havde set Mort og Shooter sammen. Shooter brænder også Morts snart forhenværende kones hus ned og dræber Morts hund Chico. Ted er overbevist om, at det er Mort der faktisk er ansvarlig for nedbrændingen.
Mort finder frem til det magasin som beviser at det var ham der udgav "Secret Window", før at Shooter overhovedet havde skrevet "Sowing Season", men Mort finder ud af, at informationen om "Secret Window" er blevet klippet ud af magasinet. Morts indre stemme fortæller ham at Shooter umuligt kunne have haft fat i magasinet, da det blev sendt til ham i en forseglet pakke. Omgående får Morts samvittighed ham til at indse at Shooter ikke er virkelig, men kun et påfund af hans egen fantasi, som er blevet bragt til livs igennem en uopdaget identitetsforvirring, som er en personificering af Morts mørke side af hans personlighed. Denne mørke personlighed gør de ting, som Mort ikke selv føler, at han ville kunne udføre. (Mord, brandstiftelse). Samtidig med denne afsløring, kører Morts bekymrede ex-kone op til hans hytte, og i det øjeblik ændrer hans personlighed sig fra at være den stille og rolige Mort til at blive den morderiske Shooter. Mort dræber sin ex-kone og hendes elsker, Ted, med en skovl, og begraver dem i en have, hvor han senere planter majs. Efter denne episode ændrer Mort sig meget, hans skriveblokering er endelig forsvundet og han har fundet ny lidenskab til livet.
Efterfølgende opsøger den lokale sheriff Mort, og siger at han ved hvad han har gjort, og at så snart de finder ligene, så vil han ende i fængsel. Mort afviser udtalelsen nonchalant, og svarer sheriffen: "Det er slutningen der er den vigtigste del af historien. Denne her er perfekt." Her bliver det afsløret, for os, at ved at gro majs der hvor hans ex-kone og hendes elsker er begravet, så får Mort langsomt, bid for bid, ødelagt alle de beviser der er nødvendige for at anklage ham.
| Citat      | Mort: The ending is the most important part of the story. This one is perfect." | Citat |
| Fra filmen |                                                                                 |       |

## Medvirkende
- Johnny Depp – Mort Rainey
- John Turturro – John Shooter
- Maria Bello – Amy Rainey
- Timothy Hutton – Ted Milner
- Charles S. Dutton – Ken Karsch
- Len Cariou – Sheriff Dave Newsome
- Joan Heney – Mrs. Garvey
- John Dunn Hill – Tom Greenleaf
- Vlasta Vrana – Fire Chief Wickersham
- Matt Holland – Detective Bradley
- Gillian Ferrabee – Fran
- Kyle Allatt – Busboy

## Forskelle fra novellen til filmen
- I novellen har Mort Rainey en kat(bump), som bliver dræbt af Shooter. Han har aldrig haft en hund.
- Konfrontationen mellem Mort og Ted på gaden, sker ikke.
- I novellen hedder Morts historie "Sowing Season" og Shooters "Secret Window, Secret Garden". 
I filmen er det modsat.
- I novellen brænder det originale magasin med Morts historie ned sammen med Amys hus. I Filmen får Mort tilsendt et kopi af magasinet.
- I novellen bliver Mort skudt og dræbt få sekunder før han dræber Amy. I filmen dræber han både Ted og Amy og begraver dem I sin have.
- I novellen bliver det afsløret at 'John Shooter' er en sammensætning af navne. John var navnet på en gammel klassekammerat, som han stjal en historie fra. Shooter kommer fra navnet på den by i Tennassee, hvor Ted voksede op, Shooter's Knob (Shooter's Bay i filmen).
- Teds sydlige accent er en ubevidst grund til at Shooters Mississippi-talemåde irriterer Mort så meget.
- Novellen foregår nær et fiktionelt sted i Derry, Maine. I filmen foregår det ved New York